# Projecte 571

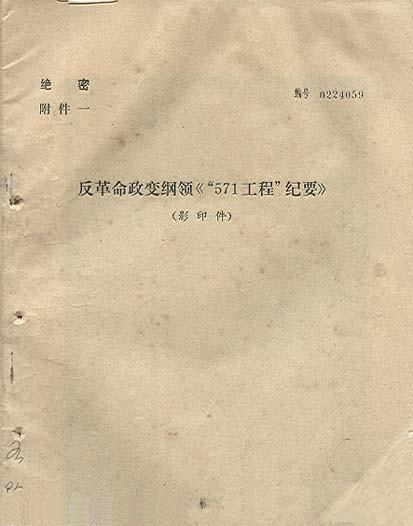
Esborrany del “Projecte 571”

El Projecte 571 (xinès : 五七一工程; pinyin: Wǔqīyī gōngchéng) fou un pla dissenyat per realitzar un cop d'estat contra Mao Zedong l'any 1971. L'havia de dur a terme Lin Liguo
al qual donava suport el seu pare, Lin Biao, el Número 2 del règim comunista de la Xina des del moment en què, al IX Congrés del Partit, Mao el va designar successor seu. Aquest complot es va saber un cop mort Lin Biao.
El nom no era fruit de l'atzar perquè en xinès els nombres 5-7-1 sonen de manera semblant a “aixecament armat” (xinès : 武起义; pinyin: wǔqǐyì). Mao amb Lin Biao, en un primer moment, formaven un tàndem que dirigia el país, ja que Lin controlava l'exèrcit. Amb el temps Mao va comença a desconfiar tot observant l'enorme poder que anava acumulant Lin Biao. Per tal de frenar el seu ministre de Defensa, va organitzar una Conferència del Partit el mes de maç de 1971 però Lin no es va doblegar. Llavors el ministre i la seva esposa Ye Qun són considerats sospitosos.
Lin Liguo accelera la seva conspiració juntament amb amics i col·laboradors. El complot tenia com a objectiu apartar Mao del poder i, finalment, es decideix assassinar-lo però les circumstàncies impedeixen dur a terme l'atemptat. Zhou Enlai comença a tancar el cercle. Fa preguntes compromeses i una filtració obliga els Lin fugir del país però Lin Liguo comet la imprudència d'explicar-li a la seva germana Doudou que havien de marxar del país. En contra de l'opinió dels seus pares sabien que la germana era fanàtica maoïsta. A més, Liguo, desesperat, va intentar en el darrer moment matar Mao però la seva acció no va reixir. Perseguits arriben a l'aeroport de Beidaihe, on els esperava un avió Trident que va haver d'enlairar-se precipitadament sense omplir del tot el dipòsit de combustible i sense la tripulació completa. El país triat per a la fugida era Hong Kong però la proximitat de la frontera i les bones relacions del ministre amb la URSS van ser motius suficients per escapar a aquest país. A la matinada del 13 de setembre de 1971 l'avió s'estavella a Mongòlia. Les autoritats xineses van trigar en donar la notícia. Encara no s'ha aclarit si va ser a conseqüència d'una trampa, de la manca de combustible o d'un error del pilot. La hipòtesi més acceptada, la del combustible, ha estat desmentida perquè s'ha sabut que l'avió va cremar durant molt de temps, i els motors no estaven afectat abans de l'accident.